# Helius nimbus
Helius nimbus là một loài ruồi trong họ Limoniidae. Chúng phân bố ở miền Australasia.